# Epitaph für Balthasar Pötschner und seine Gemahlin

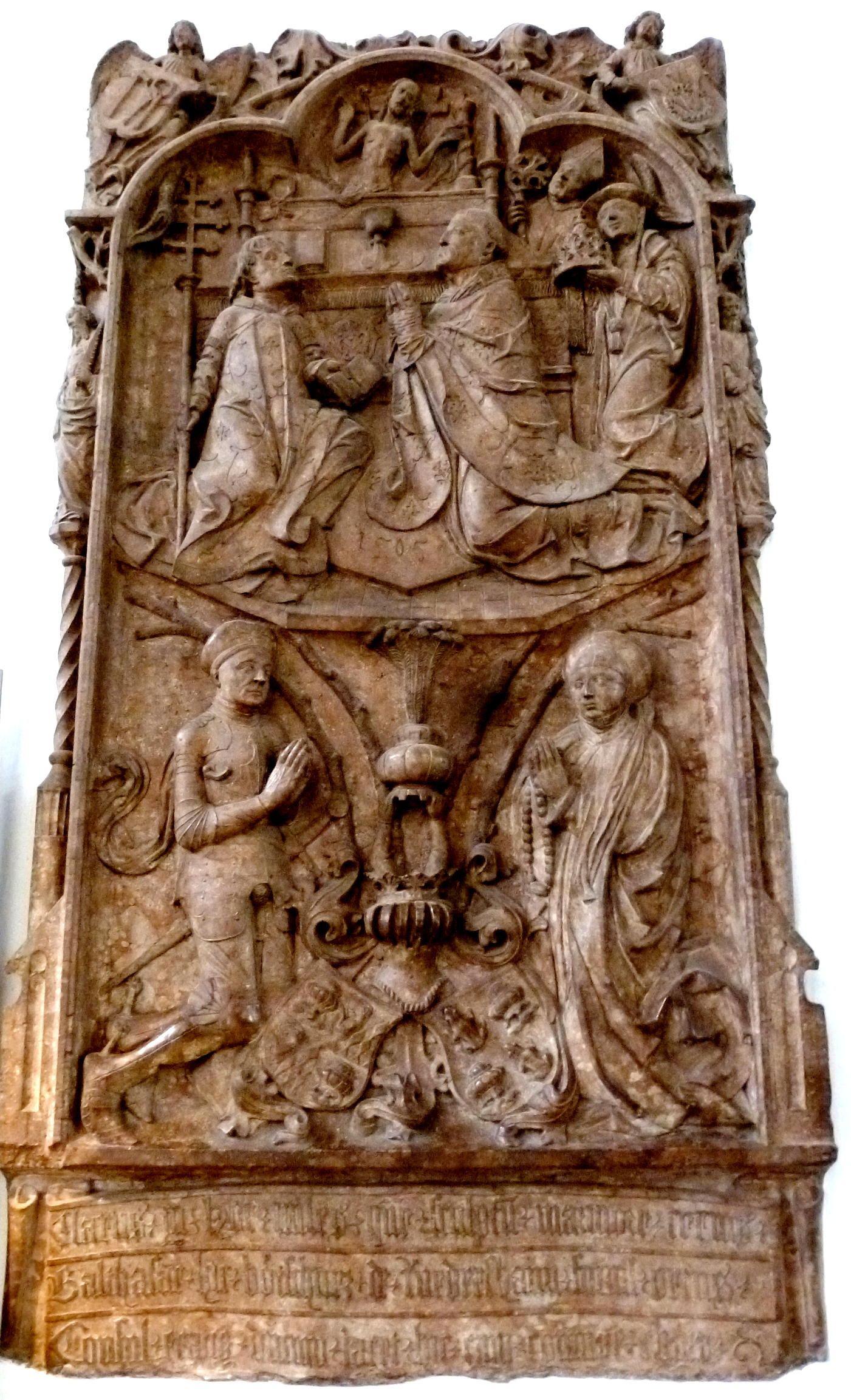
Epitaph für Balthasar Pötschner und seine Gemahlin 1505, Rotmarmor

Das gotische Epitaph für Balthasar Pötschner und seine Gemahlin aus Rotmarmor mit der Jahreszahl 1505 befindet sich in St. Peter, der ältesten Pfarrkirche Münchens. Eingelassen in die Wand unter der Orgelempore neben dem Eingang zur südlichen Turmkapelle erscheint es nahezu unbeschädigt, obwohl im Zweiten Weltkrieg die Luftangriffe auf München 1944/45 die Kirche fast völlig in Schutt und Asche legten. 
Es erinnert an Balthasar Pötschner und seine Gemahlin. Sie erscheinen beide im Bildrelief und werden in der Inschrift genannt, die Ehefrau nicht namentlich. Ihren vollen Namen und ihre Herkunft, Anna Fröschl aus Wasserburg, verdanken wir archivalischen Quellen. Folgt man den Sterbedaten 1507 für Balthasar Pötschner und 1506 für seine Ehefrau bei Geiss, ist das Epitaph noch zu Lebzeiten der Verstorbenen im Jahr 1505 angefertigt worden.

## Künstler
Das Werk wird der Werkstatt des Erasmus Grasser zugeschrieben. Hans Ramisch sieht in ihm die Handschrift des sogenannten zweiten Mitarbeiters des Erasmus Grasser, des Meisters Jörg Schnitzer.

## Beschreibung
Das mehrteilig gestaltete Werk (255 × 136 cm) besteht aus einer knappen Inschrift und einem darüber gesetzten zweiteiligen Bildfeld in einer Dreipass-Ädikula mit der Darstellung des Balthasar Pötschner und seiner Gemahlin sowie einer weiteren ungefähr gleich großen sakralen Bildszene darüber. Die untere Bildszene zeigt das Ehepaar in Relief einander zugewandt in Dreiviertelansicht, in frommer Andacht kniend mit gefalteten Händen. Balthasar Pötschner ist in Ritterrüstung, gegürtet mit Schwert, den Kopf mit einer verzierten Haube bedeckt, mit einem Umhang, seine Ehefrau in einen bodenlangen Kirchgangsmantel gehüllt, dessen Falten ihre kniende Haltung unterstreichen, in den Händen eine Gebetsschnur, das Haar unter einer Kopfbedeckung verborgen. Prunkvoll präsentiert sich umrankt von Akanthusblättern zwischen den beiden ihr Allianzwappen. Das knorrige Astwerk im Hintergrund ist verbindende Stütze für die sogenannte Gregorsmesse, die darüber vielfigurig ins Bild gesetzt ist. Kniend sind sie um den Kelch am Altar versammelt, ein Diakon mit Buch und Papstkreuz, ein Kleriker, dessen Hut ihn als Kardinal ausweist, mit Papstkrone in den Händen rechts, dahinter ein Bischof mit Mitra und Hirtenstab, in der Mitte der Zelebrant mit Tonsur ohne Insignien Papst Gregor. Im Augenblick der Wandlung von Brot und Wein in Christi Leib und Blut hat er, so erzählt es die Legenda aurea des Jacobus de Voragine, eine Vision, die hier ins Bild umgesetzt ist. Über dem Altarkelch erscheint Christus körperlich mit sichtbaren Wundmalen auf Brust und erhobenen Händen, flankiert von den Leidenswerkzeugen, den Arma Christi, im Hintergrund und auf den von zwei Engeln getragenen Wappenschilden in den Ecken außerhalb des Kleeblattbogens. Reflektiert ist entsprechend der textuellen Vorgabe der Legende das Thema der Präsenz Gottes in der Eucharistiefeier, visualisiert das Nicht-Darstellbare der Wandlung, um die Erfahrung der Nähe Gottes in der Eucharistiefeier sinnlich greifbar zu machen. Papst Gregor der Große (540–604 n. Chr.), gilt in der Kirchengeschichte als der Papst, der die Messzeremonien reformiert und den Messkanon eingeführt hat.

## Inschrift

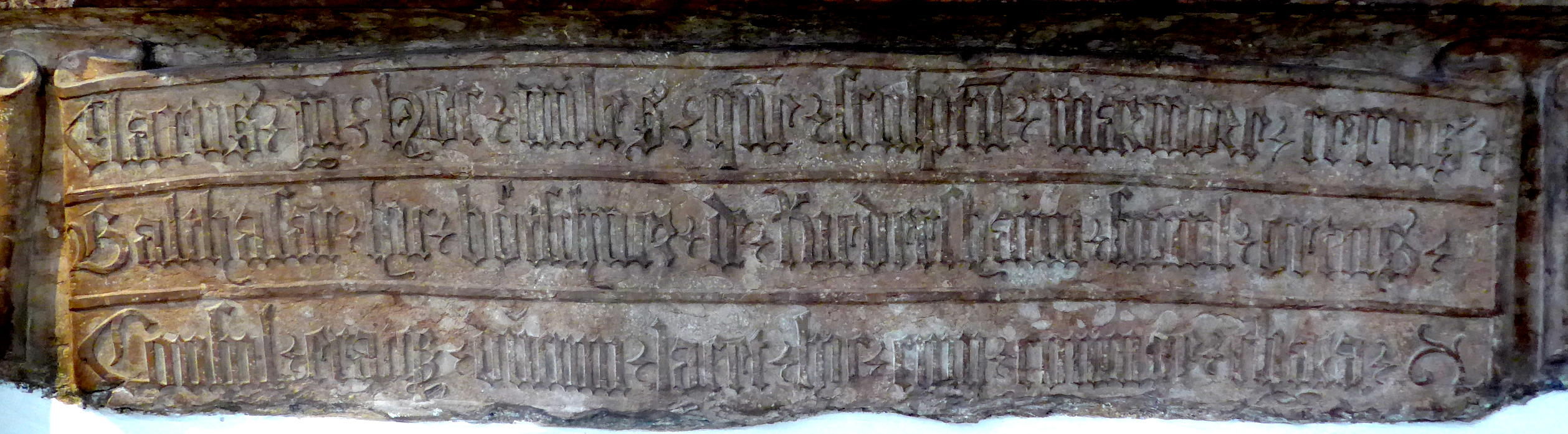
Epitaph für Balthasar Pötschner und seine Gemahlin - Inschrift

Auf einer Rollwerkkartusche als Inschriftenfeld findet sich eine dreizeilige lateinische hexametrische Inschrift. Als Schrift ist fast durchgehend die erhabene gotische Minuskel gewählt, eine Ausnahme bilden die Zeilenanfänge.
Clarus in hoc miles que(m) sculptu(m) marmore cernis

Balthasar hic bötschner de Riedershaim simul ortus

Consul eratq(ue) ducum jacet hic cum coniuge chara

Der angesehene Ritter, den du hier in diesen Marmor gemeißelt siehst,

war Balthasar Boetschner, zugleich Herr von Riedershaim und Rat der Herzöge,

er liegt hier begraben zusammen mit seiner lieben Gemahlin.

## Wappen

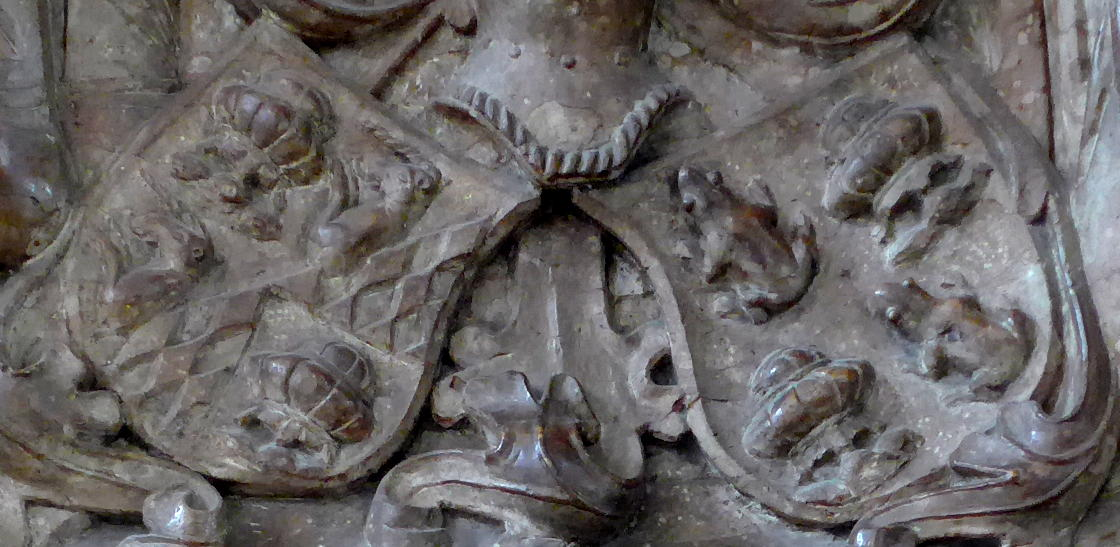
Epitaph für Balthasar Pötschner und Anna Fröschl - Allianzwappen

Die Wappen der beiden Eheleute sind sprechende Wappen. In Anspielung an die Familiennamen haben die Pötschner als Wappensymbol eine „Bütschen“, ein (Salz-)Gefäß, ein (Salz-)Fass, eine (Salz-)Kufe, die Fröschl einen Frosch. Beider Wappen sind quadriert. Balthasar Pötschners Wappen hat zusätzlich zum Salzfässchen auf einem Dreiberg in Feld 1 und 4 ein schrägrechtsgeteiltes Feld 2 und Feld 3, das am unteren Platz geweckt und am oberen Platz mit einem halben rechtsaufspringenden Einhorn belegt ist. Im Wappen der Ehefrau wechselt das Wappensymbol ihrer Familie mit dem ihres Ehemanns. Verbunden sind die schräggestellten Wappenschilde durch einen gemeinsamen Bügelhelm mit Krone, aus dem als prächtige Helmzier zwei Arme ragen mit einem mit Federn (2 × 5) bestückten Salzfässchen in den Händen. Da die Salzkufe bereits im 14. Jahrhundert im Stammwappen der Pötschner auftaucht, liegt nahe, dass sie ihr Vermögen in nicht geringem Maß im Salzhandel erwirtschafteten. Ungeklärt ist allerdings, wann das Einhorn mit dem geweckten Teil in ihrem Wappen dazugekommen ist. Möglicherweise besteht ein Zusammenhang mit Balthasar Pötschners Bau der Papiermühle Neudeck in der Au am Standort der vormaligen Mühle (1322) im Besitz der Perkhofer, deren Wappensymbol ein rechtsaufspringendes halbes Einhorn war.

## Familie

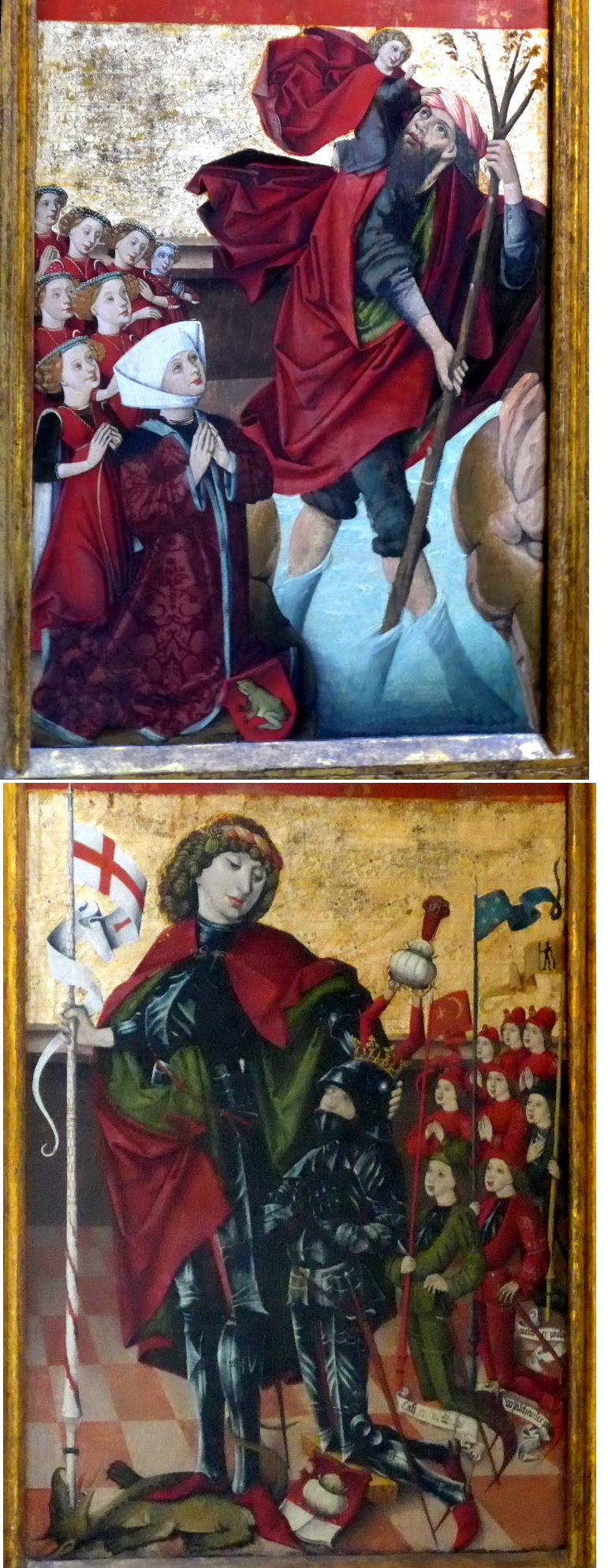
Pötschneraltärchen 1477 in München, St. Peter, Ausschnitte mit den Familienangehörigen

Die Aussage von Epitaph und Inschrift Balthasar Pötschners konzentriert sich auf das am Endes seines Lebens von ihm Erreichte und Wesentliche, seinen Status als Herr von Riedersheim und seine Tätigkeit für das Wohl des Landes in Diensten der Wittelsbacher in ehrfurchtsvoller Haltung vor Gott. Dank akribischer Archivstudien durch Helmuth Stahleder lässt sich dieses knappe Wissen über das Leben des Verstorbenen ergänzen. Balthasar Pötschner entstammte der vermögenden Oberschicht in München, die im Stadtrat seit Generationen die kommunale Verantwortung übernahm. Mit zwei Schwestern wuchs er im Wohnviertel des Münchner Patriziats am Rindermarkt 8 am Pötschenbach in einem großen Stadthaus mit Turm auf, das seiner Familie bereits seit den Zeiten seines Urgroßvaters Ulrich Pötschner (1351–1392) gehörte. Da er mit dem in den Universitätsmatrikeln von Leipzig genannten „Waltharius Pöttsczkner de Monaco“ identisch sein könnte, schließt Stahleder auf ein Geburtsjahr Pötschners um 1430. 1457 heiratet er Anna Fröschl aus der benachbarten Handelsstadt Wasserburg, die an der Salzstraße von Salzburg nach München und Augsburg liegt. Ihre Mitgift soll 25.000 Gulden umfasst haben. Das Ehepaar hatte die stattliche Anzahl von 15 Nachkommen, wenn man der Darstellung der Stifterfamilie auf dem Seitenflügel des sogenannten Pötschneraltärchens von 1477 folgt.
Urkundlich belegt finden wir 14 der Söhne und Töchter in dem von Stahleder erstellten Pötschner-Stammbaum. Drei der sieben Töchter und vier der acht Söhne sterben vor den Eltern. Jahrelang ist er wie seine Vorfahren, die zu den etablierten Ratsfamilien gehören, im Stadtrat tätig, bevor er etwa 50-jährig in herzogliche Dienste tritt und mit ungefähr 60 Jahren in das Unternehmen Papiermühle in Neudeck in der Au einsteigt.

## Balthasar Pötschners Rolle in Wirtschaft, Politik und Gesellschaft

### Unter den größten Steuerzahlern in der Stadt München
Die Pötschner gehörten seit Anfang des 14. Jahrhunderts zu den reichsten und steuerkräftigsten Bürgern in der Stadt München. Man geht davon aus, dass diese vermögende Oberschicht teils verbürgerlichtem Landadel, Ministerialen- und Rittergeschlechtern, teils der Schicht der Handelsherren entstammte oder aus einfacheren Verhältnissen kam. Ein Viertel der Steuern (in der um 1500 ca. 13.000 Bürger umfassenden Stadt) ist von den Mitgliedern des Stadtrats im Inneren und Äußeren Rat gezahlt worden. Erfolgreich in Tuch- und Salzhandel verstanden es die Pötschner, ihr Kapital in Darlehensgeschäften zu mehren und in Grundbesitz und Leibrenten professionell anzulegen. Neben dem großen Anwesen am Rindermarkt 8 besaß Balthasar Pötschner noch mehrere Stadthäuser. 1472 kaufte er Sitz und Hofmark Riedersheim im Landgericht Erding. 1490 gründete er ein neues Unternehmen am Neudeck in der Au, nachdem ihm Herzog Albrecht IV. die Genehmigung erteilt hatte, dort eine Papiermühle zu errichten und für die Produktion von Papier Lumpen und Hadern zu sammeln.

### Vom „Consul civitatis Monacensis“ zum „Consul ducum“ – Vom Stadtrat der Bürger zum Rat der Herzöge

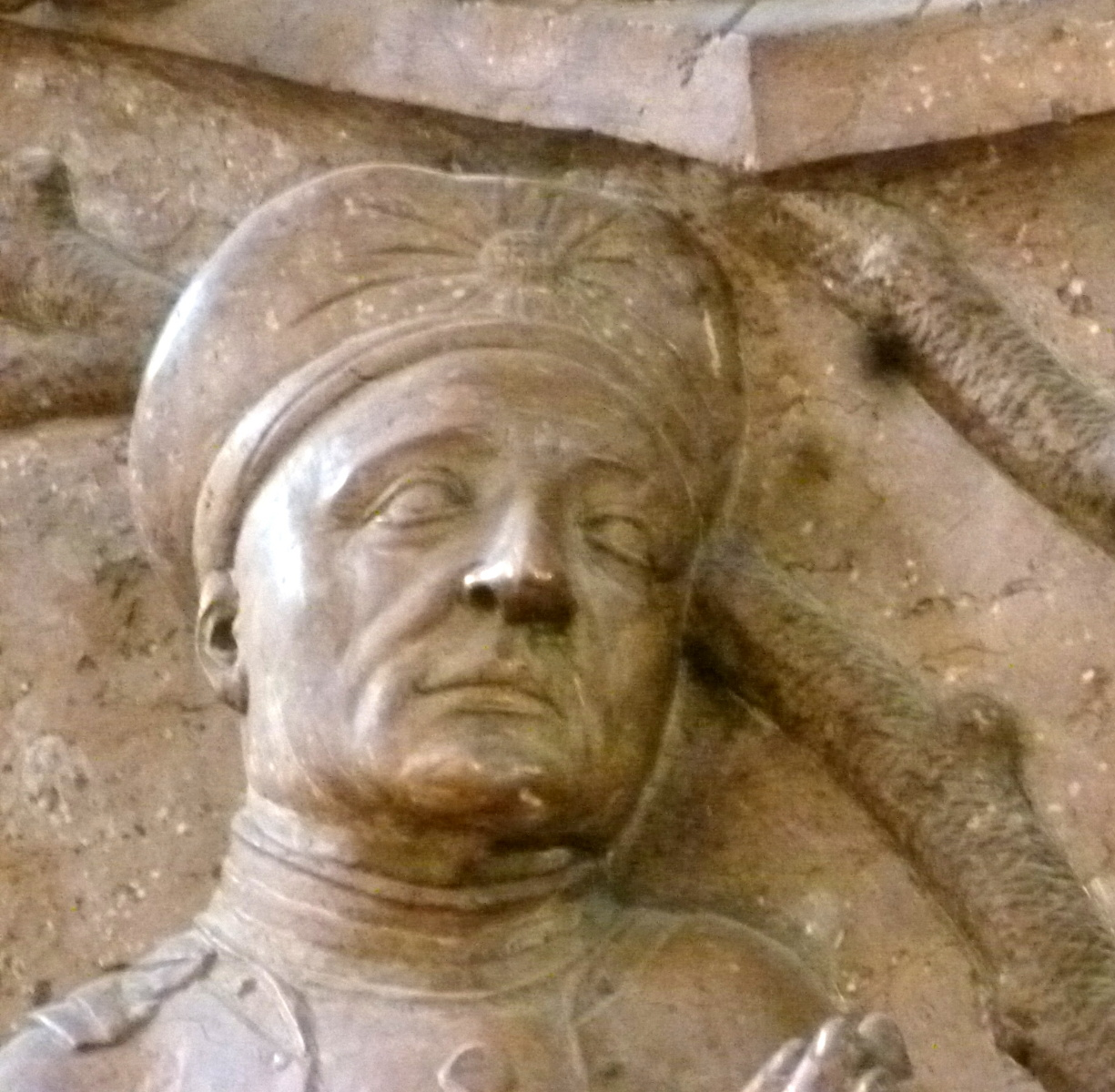
Epitaph für Balthasar Pötschner - Porträt 1505

Die florierenden Geschäfte der Pötschner waren die Basis für ihre ehrenamtliche Tätigkeit als Stadträte. Obgleich ein Stadtratssitz nicht erblich war, saßen sie 200 Jahre lang immer wieder in den oligarchischen Gremien des Inneren und Äußeren Rates, die die Stadt unter landesherrlicher Aufsicht in weitgehender Selbstverwaltung regierten. Balthasar Pötschner selbst gehörte nachweislich ab 1460 mit Unterbrechungen 21 Jahre dazu. Da allgemein ein Mitglied des Inneren Rates zusammen mit dem Bürgermeisterkollegen aus den Reihen des Äußeren Rates im monatlichen Wechsel das Bürgermeisteramt ausübte, fungierte er auch als Bürgermeister. Insgesamt 14 Jahre oblag ihm als Kirchenpropst für St. Peter die Kirchenverwaltung. Weitere ehrenamtliche zeitintensive Ämter, die mit der Zugehörigkeit zum Stadtrat zusammenhingen, kamen dazu. 1480 bahnt sich ein Positionswechsel an. Obwohl Balthasar Pötschner in den Inneren Stadtrat von Wahlmännern gewählt wird, wird er von Herzog Albrecht IV. nicht bestätigt. Der Herzog hatte „anderes mit Balthasar Pötschner vor“. So gehört er ab 1483 nicht mehr zu den „consules civitatis Monacensis“, wie die Stadträte in einer Urkunde von 1286 genannt wurden, sondern steht von nun an dem Herzog als Rat zur Verfügung. In Verhandlungen 1492 zwischen Herzog Albrecht IV. von München-Oberbayern und Herzog Georg von Landshut-Niederbayern macht er sich verdient, er selbst erklärt, „da ich hertzog Jergen und albrechten veraint hab“. Ab 1494 ist er zusätzlich in Diensten Herzogs Georg des Reichen von Landshut-Niederbayern. Im Vorfeld hat er damit Anteil an der späteren Vereinigung der wittelsbachischen Teilherzogtümer Ober- und Niederbayern, die freilich erst nach blutigen Opfern 1506 erreicht wird.

### Gesellschaftlicher Status
Bereits seit dem 14. Jahrhundert gehörte zum Pötschnerschen Anwesen am Rindermarkt 8 der sogenannte Löwenturm, der wohl den Geschlechtertürmen der angesehenen Familien in der Toskana vergleichbar ist. Selbstbewusstsein demonstriert auch der Besitz eines Familienwappens, das die Pötschner bereits damals vorweisen. Durch Balthasar Pötschners Dienst am herzoglichen Hof ab 1483 erhöht sich sein gesellschaftlicher Rang. Seit 1490 wird er generell „Herr“ genannt, seit 1491 „Ritter“. Auf der Grabplatte für seinen frühverstorbenen Sohn Paul († 1483), die das Bildnis des jungen Mannes in Harnisch mit Familienwappen umgeben von den vier Wappen der Vorfahren Fröschl, Zingl, Schrenck und Tichtl präsentiert, lässt sich geradezu ablesen, dass der bürgerliche Lebensstil aufgegeben und der Adel nachgeahmt wird.
Hohes Selbstverständnis spricht auch aus Balthasar Pötschners eigenem Grabgedenkstein, auf dem er als Ritter dargestellt ist, sich des mittellateinischen Ausdrucks „miles“ für Ritter und der Titulatur „von Riedersheim“ bedient, die sein Geschlecht beibehält, bis es ohne männliche Nachkommen 1541 ausstirbt. Selbst die Hängung als Pendant zum etwa 20 Jahre früher entstandenem Aresinger-Epitaph von Erasmus Grasser in unmittelbarer Nähe beeindruckt.

## Die Pötschner als Sponsoren der Kirche und als Kunstförderer
Zu Balthasar Pötschners Welt gehören wie bei anderen reichen Bürgerfamilien kirchliche Stiftungen. Die Ausstattung mit Kapellen in St. Peter in München und die Finanzierung von Geistlichen verdanken sich ihrem Sponsoring. Den Pötschnern gehörten nachweislich die Katharinenkapelle unter dem Nordturm und die St. Annakapelle im nördlichen Seitenschiff, die sie als Grablege nutzten und mit Messstiftungen und reichen Benefizien ausgestattet hatten. Auch Balthasar Pötschner stiftete ewige Messen und Jahrtage, in seinem Anwesen am Rindermarkt 8 unweit von St. Peter errichtete er eine eigene Hauskapelle und stattete sie der Familientradition folgend mit einem Benefizium aus.
Das mit dem Benefizium verbundene Präsentationsrecht gestattete es, einen eigenen Geistlichen zu bestellen. Der Stifter sorgte mit dem Kauf von Immobilien, vorzugsweise von Bauernhöfen, für dessen standesgemäßen Unterhalt und gebührende Unterbringung im sogenannten Benefiziaten- bzw. Kaplanshaus. Im Gegenzug verpflichtete sich der Geistliche, für Seelenmessen verstorbener Angehöriger zur Verfügung zu stehen und Jahrtagmessen zu lesen. In manchen Fällen war damit auch ein Familienmitglied, das Geistlicher geworden war, finanziell und sozial abgesichert. So profitierten alle, die Geistlichkeit und die Stifter in ihrer frommen Sorge um Seelenheil und Gnade, der diese Praxis entgegenkam. Außerdem war mit den repräsentativen Gottesdiensten in St. Peter ein außergewöhnliches gesellschaftliches Prestige verbunden. Verpflichtung, die seinem Stand geschuldet war, aber auch inneres Anliegen war für Balthasar Pötschner auch die Ausstattung von kirchlichen Räumen in und außerhalb Münchens mit sakralen Kunstwerken. In seinem Ausgabenbuch sind u. a. aufgelistet, ein Altar und ein Glasgemälde mit der sogenannten Gregorsmesse für die Ebersberger Sebastianskirche, ein geschnitztes Flügelretabel für die Kapelle seines Ansitzes Riedersheim bei Erding und „ain glas“ und „ain schilt“ für die Heiliggeistkirche Pullach.
Letzteres Objekt ist das in der Alten Pullacher Heiliggeistkirche rechts über dem Altar im Netzgewölbe erkennbare Wappensymbol, das Salzfässchen der Pötschner, mit dem sich der Stifter verewigt hat. Das spätgotische sogenannte Pötschneraltärchen, ein Dreikönigstriptychon von 1477, aus seiner eigenen Hauskapelle, gehört zu den in seinem Auftrag entstandenen Kunstwerken, die erhalten sind. Es dokumentiert die Frömmigkeit und die Heiligenverehrung der Stifterfamilie und der Zeit. Für das Mittelbild verwendete der unbekannte Künstler eine Fassung der Anbetung der Könige Martin Schongauers als Vorlage. Die Seitenflügel zeigen Darstellungen von Heiligen, unter denen sich auch die Namenspatrone der männlichen Familienmitglieder (dank Stahleders Stammbaum) identifizieren lassen, unter ihrem Schutz in bedeutungsperspektivischer Verkleinerung das Stifterehepaar mit Stammwappen zusammen mit seinen zahlreichen Söhnen und Töchtern, Balthasar Pötschner in voller Rüstung mit Helm und Helmzier und unmittelbar hinter ihm drei seiner Söhne mit den Fahnen der drei Könige, ihrer Namenspatrone, aus der Mitteltafel und Banderolen, die sie mit ihren Namen „Caspar pötschner, Waldhauser (Balthasar) pöt… und melcher pötsch…“ hervorheben. Als Haus und Kapelle der Pötschner Ende des 19. Jahrhunderts abgebrochen wurden, fand dank der Umsicht des damaligen Pfarrers, so die Erklärung vor Ort, das Hausaltärchen seinen Platz in St. Peter. Es befindet sich heute in der ersten Seitenkapelle im nördlichen Seitenschiff.

## Namhafte Familienangehörige im Stammbaum der Pötschner (Auswahl)
- Anton Pötschner von Riedershaim zum Hornstein († vor 1522). Nach Stahleder studierte Anton Pötschner, der vierte Sohn Balthasar Pötschners, in Bologna Jura und wurde zum Doktor promoviert. Nachdem Herzog Wolfgang die Vormundschaft für seines Bruders Albrechts IV. († 1508) Sohn Wilhelm IV. (* 1493) übernahm, wurde er 1511 als herzoglicher Rat an den Hof gerufen. Er war auch Pfleger von Starnberg. Von der Familie der Torer erwarb er die Hofmark Hornstein.[36]
- Ludwig Pötschner (* vor 1352, † 1413). In der Bürgerrevolution (1397–1403) der politisch einflusslosen bürgerlichen Schichten und der Zünfte gegen die Patrizier und die zerstrittenen Wittelsbacher Herzöge der Münchner und Ingolstädter Linie musste Ludwig Pötschner, obgleich amtierender Stadtrat, mit anderen Ratsfamilien aus München flüchten. Erst mit Hilfe der Herzöge Ernst und Wilhelm III. von München-Bayern war eine Rückkehr aus dem Exil möglich.[37]
- Ludwig Pötschner (1432–1502). Als Stadtrat gehörte Ludwig Pötschner zu der Delegation von Räten und Sachverständigen, die 1499 von Albrecht IV. nach Reichenhall geschickt wurde, damit dort vor Ort die Sanierungsmaßnahmen der Saline erörtert wurden, für die schließlich einige Jahre später Erasmus Grasser als Sachverständiger und Baumeister verantwortlich war.[38]

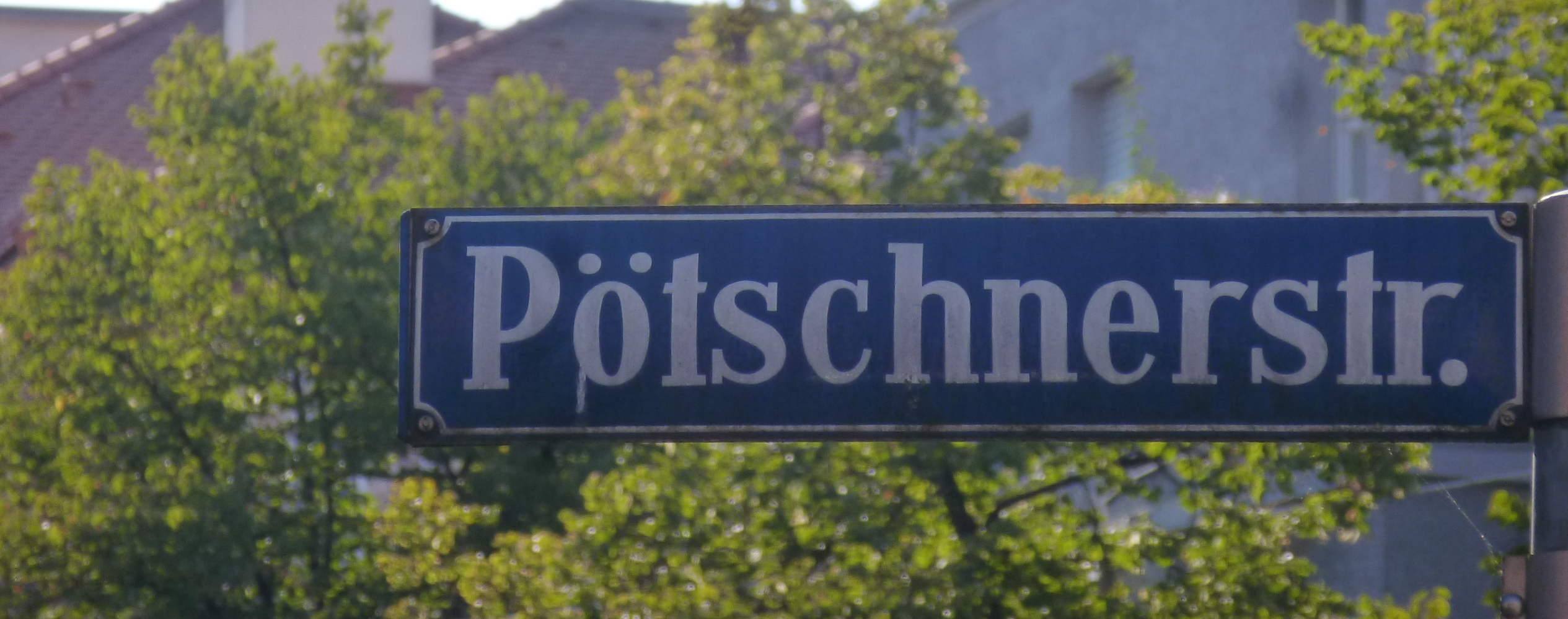
Pötschnerstraße im Münchner Stadtteil Neuhausen-Nymphenburg

Der Stammbaum der Pötschner liest sich wie ein Ausschnitt aus einem Verzeichnis des Münchner Stadtpatriziats, das sich aus einem engen Zirkel von etwa 50 miteinander verwandten Familien zusammensetzte. Noch heute begegnet man in den Straßenbezeichnungen Münchens den Namen dieser Familien, in die die Pötschner-Töchter einheirateten bzw. mit deren Töchtern die Pötschner sich verehelichten, wie z. B. den der Familien Barth, Katzmair, Ligsalz, Pötschner, Pütrich, Ridler, Schrenk, Schluder und Sentlinger. Bemerkenswert ist, dass Balthasar Pötschners Ehefrau einer Patrizierfamilie einer benachbarten Handelsstadt entstammte, und dass in den nachfolgenden Generationen familiäre Verbindungen mit dem Adel zunahmen, was bereits den generell sich anbahnenden gesellschaftlichen Wandel des Patriziats abbildete.